# António Marto
António Augusto dos Santos Marto GCC • GCIH (Tronco, Chaves, 5 de maio de 1947) é um cardeal português, que foi Bispo de Leiria-Fátima de 2006 a 2022.

## Formação académica
Nascido em Tronco, Chaves, filho de Serafim Augusto Marto (Santulhão, Vimioso, 1906 - ?) e de sua mulher Maria da Purificação Correia dos Santos (Parada de Pinhão, Sabrosa, 29 de outubro de 1910 - ?), estudou Humanidades e Teologia no Seminário de Vila Real, tendo depois sido transferido para o Seminário Maior do Porto. Foi ordenado sacerdote em Roma, em 7 de novembro de 1971. Ainda em Roma, especializou-se em Teologia Sistemática na Pontifícia Universidade Gregoriana. Concluiu o seu doutoramento em 1977 com tese sobre "Esperança cristã e futuro do homem. Doutrina escatológica do Concílio Vaticano II".

## Regresso a Portugal
Em 1977, regressou a Portugal. Foi docente no Seminário Maior do Porto, professor de Teologia no Instituto de Ciências Humanas e Teológicas-Porto, no Centro de Cultura Católica do Porto, na Faculdade de Teologia da Universidade Católica Portuguesa e na Faculdade de Direito dessa mesma universidade.
Foi director-adjunto da Faculdade de Teologia da UCP, no Núcleo Regional do Porto, Sócio da Sociedade Científica da UCP e da Associação Europeia de Teólogos Católicos. Tem colaborado nas revistas “Humanística e Teológica”, “Communio” e “Theologica”.
No campo pastoral foi colaborador regular na paróquia de Nossa Senhora da Conceição, no Porto, e na paróquia do Bom Jesus de Matosinhos. Trabalhou com o Movimento de Estudantes Católicos (MCE) e com a Liga Operária Católica (LOC). Trabalhou também na catequese de adultos, na Diocese do Porto e, em colaboração com o bispo-auxiliar do Porto, Manuel Pelino Domingues, publicou o livro “Catequese par ao Povo de Deus”, em dois volumes.

## Bispo

### Bispo auxiliar de Braga
Foi nomeado bispo auxiliar de Braga, e titular de Bladia, pelo Papa João Paulo II, a 10 de novembro de 2000. A ordenação episcopal decorreu em Vila Real, a 11 de fevereiro de 2001, na Igreja de Nossa Senhora da Conceição e teve como ordenante principal, Joaquim Gonçalves, bispo de Vila Real, Jorge Ortiga, arcebispo de Braga e Gilberto Reis, bispo de Setúbal.

### Bispo de Viseu
Em 22 de abril de 2004 foi nomeado bispo de Viseu pelo Papa João Paulo II, sucedendo a António Ramos Monteiro. Entrou solenemente e tomou posse canónica em 20 de junho na Sé Catedral de Viseu. Foi presidente da Comissão Episcopal para o Ecumenismo e a Doutrina da Fé. Foi um dos dois Bispos portugueses presentes no Sínodo dos Bispos, em Outubro de 2005.

### Bispo de Leiria-Fátima

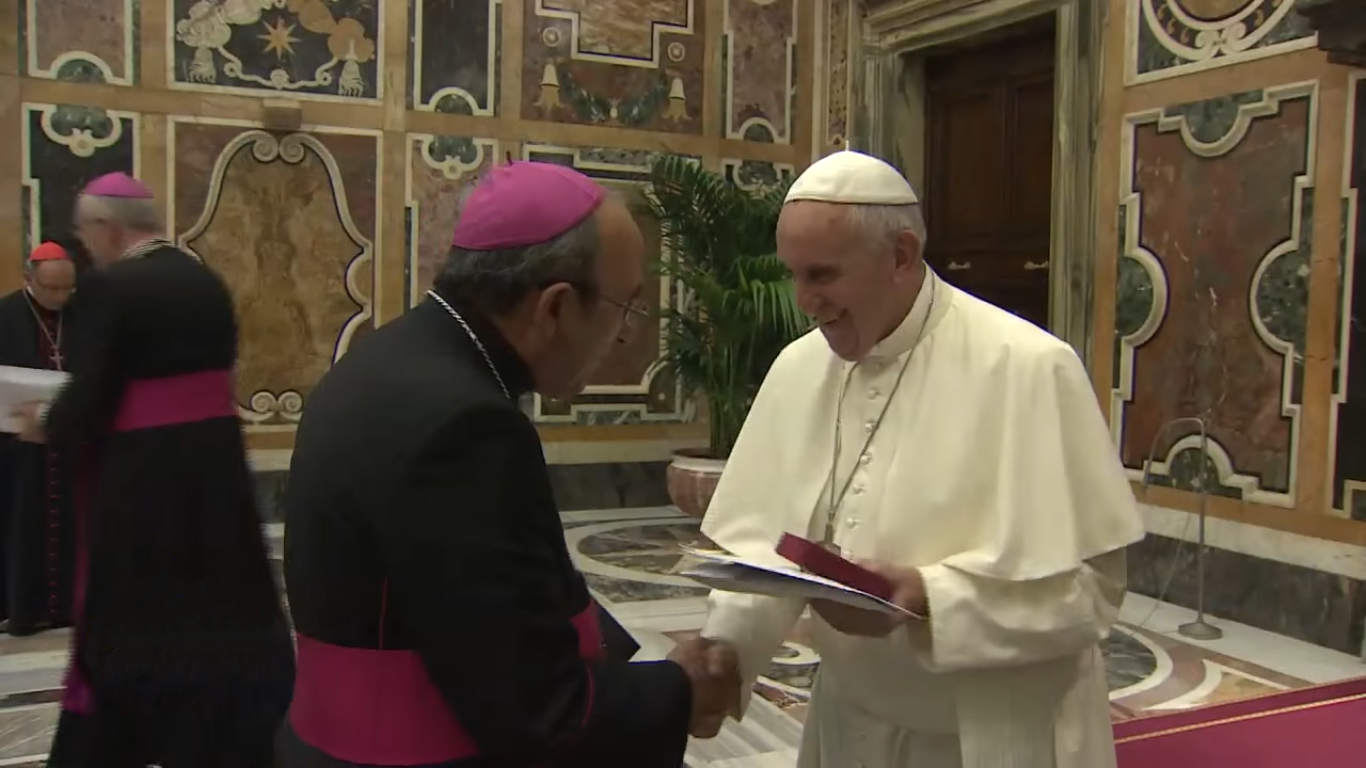
D. António Marto e o Papa Francisco, no Vaticano, em 2015

Em 22 de abril de 2006, no segundo aniversário à frente da diocese de Viseu, foi nomeado bispo de Leiria-Fátima, sucedendo a Serafim de Sousa Ferreira e Silva, e administrador apostólico de Viseu. Entrou solenemente e tomou posse canónica em 25 de junho de 2006.
Em setembro de 2006 escreveu a carta pastoral "Descobrir a beleza e a alegria da vocação cristã", dedicada ao tema das vocações, que ocupa o projecto pastoral da diocese de Leiria-Fátima no ano de 2006/2007.
A 11 de maio de 2010, foi agraciado com o grau de Grã-Cruz da Ordem Militar de Cristo.
Recebeu o Papa Bento XVI no Santuário de Fátima, no âmbito da Visita Apostólica a Portugal em 2010. É membro do Conselho Permanente da Conferência Episcopal Portuguesa e delegado desta mesma conferência na Comissão dos Episcopados da Comunidade Europeia (COMECE), mandatos válidos entre 2011 e 2014.
Recebeu também o Papa Francisco, no âmbito da sua visita apostólica por ocasião do Centenário das Aparições de Fátima e da canonização de Jacinta e Francisco Marto no dia 13 de Maio de 2017.

## Cardinalato
Havia sido anunciado dia 20 de maio de 2018, o Papa Francisco no final do Regina Coeli, na Praça de São Pedro, um consistório para a criação de 14 novos cardeais, na véspera da Solenidade de São Pedro e São Paulo - 28 de Junho, no qual António Marto era um dos escolhidos. Foi feito Cardeal pelo Papa Francisco a 28 de Junho de 2018, recebendo o título cardinalício de Santa Maria sobre Minerva.
A 18 de junho de 2022, foi agraciado com o grau de Grã-Cruz da Ordem do Infante D. Henrique.